# Sexburga d'Ely
Sexburga d'Ely (morta en 699) fou una princesa anglosaxona, filla del rei Anna de l'Ànglia Oriental. És venerada com a santa per diverses confessions cristianes.
Descendent de la família dels wuffingas, era germana d'Eteldreda, Etelburga, Witburga i Jurmin; vers l'any 640 casà amb Eorcenberht, rei de Kent.
Va viure en companyia del seu espòs per espai de vint-i-quatre anys i en tingué dos fills, Egbert i Hlothhere, ambdós successivament reis de Kent, i dues filles, que es feren monges i arribaren a un grau tan alt de santedat, que l'Església els concedí l'honor dels altars: eren santa Earcongota, monja de Faremoutiers, i santa Ermenilda, qui, casada amb el rei Wulfhere de Mèrcia, a la seva mort es retirà al claustre i fou abadessa d'Ely.
Una vegada mort el seu espòs el 664, Sexburga fundà l'abadia de Minster, a l'illa de Sheppey, però al cap d'uns anys passà a Ely i es posà sota l'obediència de la seva germana Eteldreda, abadessa d'aquell convent. Al morir Eteldreda, probablement el 679, Sexburga en fou elegida successora.
Encara vivia Sexburga i desenvolupava el càrrec d'abadessa el 695, en què presidi el trasllat de les relíquies de la seva germana Eteldreda (ja canonitzada) a una capella que ella havia manat construir per a guarda d'aquestes, a Ely. També hi fou enterrada la mateixa Sexburga. La seva festa se celebra el 7 de juliol.